# Marja Mortensson

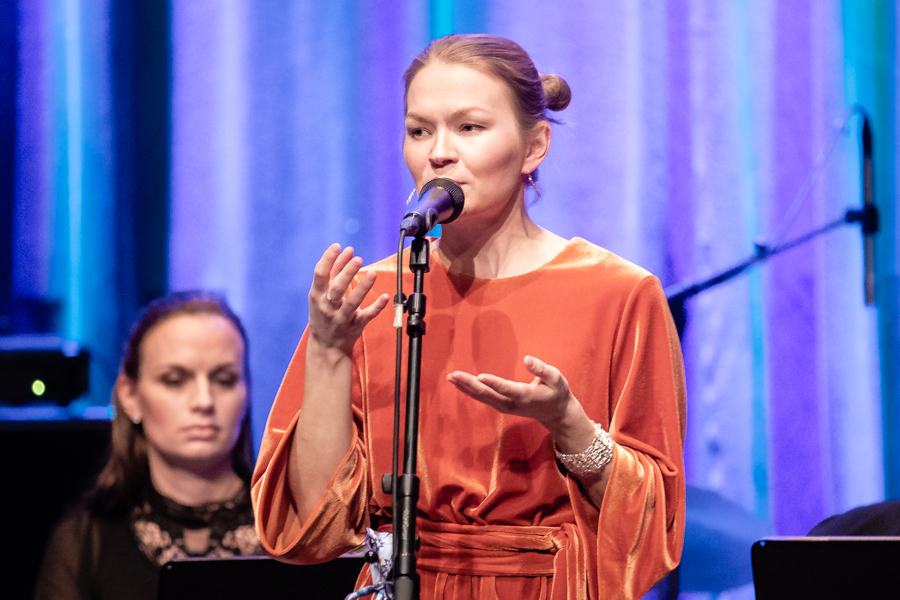
Marja Mortensson beim Oslo World 2019

Marja Helena Fjellheim Mortensson (* 1995) ist eine südsamische Musikerin aus Engerdal im Fylke Innlandet in Norwegen.

## Leben
Mortensson kommt aus einer Familie von Rentierhirten und wuchs in Svahken sijte auf. Ihre Familie gehört der ethnischen Minderheit der Südsamen an, deren Sprache und Kultur wichtige Einflüsse für ihre Musik sind. Mortensson singt in ihrer Muttersprache Südsamisch, die heute nur noch von etwa 500 Menschen gesprochen wird. Auch der traditionelle südsamische Joik ist aus ihrer Gegend weitgehend verschwunden und so basiert sich ein wichtiger Teil ihrer Musik auf alten Tonaufnahmen und Texten sowie einzelnen Überlieferungen. Neben ihrer eigenen Recherche studierte sie unter anderem Joik und Samische Kultur an der Nord Universität in Levanger unter dem samischen Musiker Frode Fjellheim, der auch Produzent und Mitkomponist ihres 2017 erschienenen Debütalbums Aarehgïjre – Early Spring ist.
2018 folgte Mojhtestasse – Cultural Heirlooms, eine Kollaboration mit Daniel Herskedal und Jakop Janssønn, welche eine Mischung traditioneller Joiks und neuer Kompositionen enthält und anlässlich des 100-jährigen Jubiläums des ersten samischen Landstreffens 1917 in Trondheim entstand. Auch das 2019 erschienene dritte Album Lååje – Dawn ist eine Zusammenarbeit mit Herskedal. Zu hören ist sie auch auf dessen Album A Single Sunbeam (2024).
2017 wurde sie für ein Jahr als Fylkesjoiker im Fylke Troms eingestellt.
2023 ist sie eine der tragenden Figuren im Schweizer Dokumentarfilm Beyond Tradition, in dem sie erzählt, was Traditionen und Joik für sie bedeuten.

## Diskografie

### Alben
- Aarehgïjre – Early Spring (2017, Vuelie)
- Mojhtestasse – Cultural Heirlooms (2018, Vuelie) (mit Jakop Janssønn und Daniel Herskedal)
- Lååje – Dawn (2019, Vuelie) (mit Daniel Herskedal und Trondheim Soloists String Quartet)
- Raajroe – The Reindeer Caravan (2021, Vuelie) (mit The Norwegian Radio Orchestra, Daniel Herskedal, Jakop Janssønn)

## Auszeichnungen
- 2013: Hedmark Fylkeskommunens Kulturpris[7]
- 2014: Riddu Riđđu Young Artist of the Year[8]
- 2016: Sami Music Awards[9]
- 2018: Spellemannprisen (Kategorie Volksmusik / Traditioneller Tanz)[10]
- 2021: Áillohaš-pris[11]
- 2021: Spellemannprisen (Kategorie Traditionsmusik)[12]